# غريغور يونغ
غريغور يونغ هو لاعب كرة قدم كندي، ولد في 8 فبراير 1966 في كندا. شارك مع منتخب كندا تحت 20 سنة لكرة القدم ومنتخب كندا لكرة القدم. أما مع النوادي، فقد لعب مع فانكوفر وايتكابس.